# Wassu Stone Circles Museum

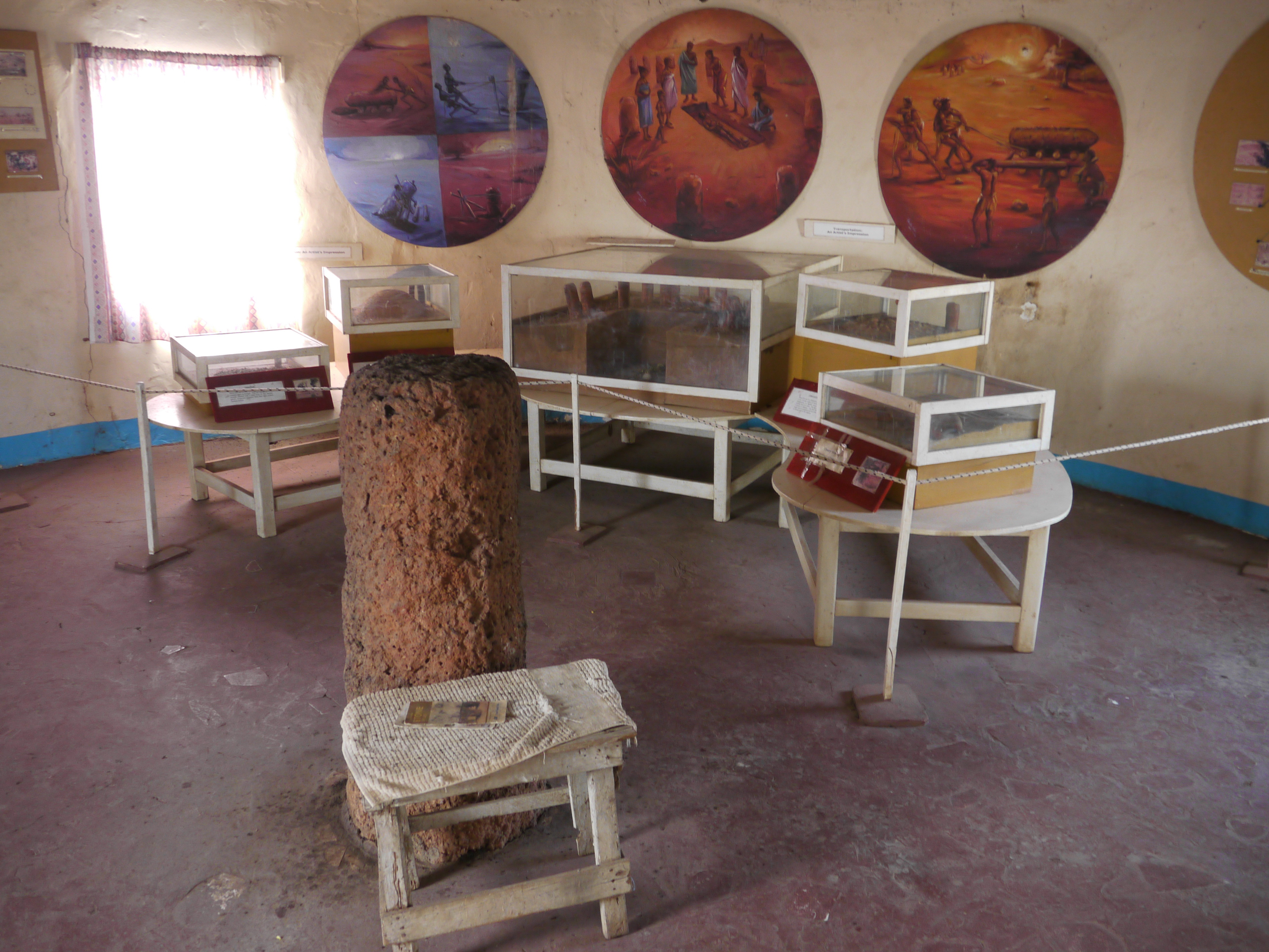
Wassu Stone Circles Museum

Das Wassu Stone Circles Museum widmet sich den senegambischen Steinkreisen im westafrikanischen Staat Gambia, in besonderen denen vor Ort in Wassu.
Es zeigt Illustrationen und Erläuterungen wie die Steine abgebaut und vor Ort gebracht wurden. Weiter werden im kleinen Museum Modelle der Grabstätten unter den Steinkreisen ausgestellt.